# Renada
Renada (Renaade) è una serie televisiva a disegni animati tedesca prodotta dalla G. Hahn Film, SWR, Greenlight Film, Hong Ying Animation (Hosem).
Fu trasmessa in Germania dal canale KiKA tra il 5 ottobre 1998 ed il 27 settembre 1999, in Polonia dal canale TVP1 ed in Italia durante il 2000 su Rai 1 ed è stato replicato su Rai 2 nel 2001 e negli anni successivi dalle reti locali.

## Personaggi e doppiatori italiani
- Renada la protagonista della serie, è una bambina testarda, dal carattere forte e duro. Voce italiana di Claudia Pittelli.
- Milton è il migliore amico di Renada. Suo esatto opposto, è il piccolo genio che abita alla porta accanto. Se lei è la bocca del duo, lui è il cervello. Voce italiana di Fabrizio Mazzotta.
- Sam Sander, è uno yuppie da manuale, anche se di una certa età. Guida una macchina sportiva in cui riesce a parlare contemporaneamente con due telefoni cellulari. Cosa faccia per vivere non si sa esattamente: imprenditore, uomo d'affari, amministratore.
- Zio di Renada, un vecchio lupo di mare in pensione, il tutore a tempo pieno di Renada. Voce italiana di Vittorio Battarra.
- Zia di Renada, è una donna allegra, grassa e inflessibile, che assomiglia ad un enorme pollo. Voce italiana di Irene Di Valmo.
- La signorina Ritz, sebbene non sia una persona cattiva, ha carattere brusco ed irrigidito, ma di buon cuore; è l'insegnante della scuola di Renada. Voce italiana di Alina Moradei.
- Bullock e Hansen, un'inseparabile coppia di poliziotti sempre in disaccordo con Renada. Bullock è un sergente maggiore brusco, Hansen l'allievo sempliciotto e un po' maldestro.
- Bully, l'antagonista principale della serie, il bullo fallito della scuola. Dice a stento due frasi coerenti di fila e non sa fare nient'altro che usare la forza per ottenere ciò che vuole. Voce italiana di Massimo Corizza.
- Vera, l'antagonista secondario della serie, è una bambina snob ossessionata dagli status symbol. Incarna tutto ciò che Renada odia della bambina stereotipata. Vestita dalla testa ai piedi di rosa confetto e fiocchetti, da sembra un barboncino che cammina. Voce italiana di Tatiana Dessi.

## Episodi
In Germania vennero realizzati 72 episodi in due stagioni e trasmessi dal 1998 al 1999, in Italia venne trasmessa soltanto la seconda stagione composta da 52 episodi nel 2000.
| Stagione         | Episodi | Prima TV Germania | Prima TV Italia |
| ---------------- | ------- | ----------------- | --------------- |
| Prima stagione   | 20      | 1998              | Inedita         |
| Seconda stagione | 52      | 1998-1999         | 2000            |